# Dytiscus alaskanus
Dytiscus alaskanus är en skalbaggsart som beskrevs av J. Balfour-browne 1944. Dytiscus alaskanus ingår i släktet Dytiscus och familjen dykare. Inga underarter finns listade i Catalogue of Life.